# 宮乃風陽
宮乃風 陽（みやのかぜ よう、1999年1月30日 - ）は、沖縄県名護市出身で、中村部屋（入門時は尾車部屋、一時期二所ノ関部屋）所属の現役大相撲力士。本名は宮城 陽（みやぎ よう）。身長171.5cm、体重118.3kg。最高位は東十両13枚目（2025年5月場所）。

## 来歴

### 大相撲入門前
幼少期はアマチュア相撲の指導者である父の指導する稽古場が遊び場になっており、自身は5歳の時に相撲を始めた。小学生の頃は相撲と並行して習っていたレスリングでも結果を残していたが、父の意向もあり中学校進学後は相撲に専念した。中学校3年時に全国都道府県中学生相撲選手権大会軽量級3位の実績を残し、中学校卒業後は沖縄県立北部農林高等学校に進学。高校時代は当時相撲部のコーチだった父から直接指導を受け、卒業後は父の母校でもある日本体育大学スポーツ文化学部武道教育学科に進学。大学時代は第1回全日本個人体重別選手権大会シニア男子85キロ未満級優勝など、主に軽量級で実績を残した。

### 大相撲入門後
大学卒業後は教員になる意向を持っていたが、大学在学中に13代中村（元関脇・嘉風）と出会ったことで大相撲へ挑戦したい気持ちが芽生えたため、進路を変更して当時中村が部屋付き親方を務めていた尾車部屋に入門し、2021年5月場所で初土俵を踏んだ。8代尾車（元大関・琴風）の最後の弟子になったが、入門当初から中村に師事したとする報道もある。2022年2月7日からは尾車部屋の閉鎖に伴って二所ノ関部屋に転籍し、2024年6月1日からは中村が同日付で新設した中村部屋に転籍した。
自己最高位を更新して西幕下2枚目で迎えた2024年11月場所は3勝3敗で迎えた14日目の7番相撲に敗れて負け越し、幕下上位の壁に跳ね返された。東幕下4枚目に番付を下げた2025年1月場所は再び3勝3敗で迎えた14日目の7番相撲で十両大奄美に勝って勝ち越しを果たすも、翌3月場所での十両昇進はならず、番付は東幕下筆頭となった。その3月場所、みたび3勝3敗で14日目の7番相撲を迎えると、十両北勝富士に勝利し4勝3敗となり、翌5月場所での十両昇進を確実とする。同月26日の番付編成会議で、翌5月場所での新十両昇進が決定、併せて同場所から四股名を本名の「宮」と師匠の四股名の「風」から取った宮乃風（みやのかぜ）とすることが発表された。
東十両13枚目で迎えた新十両の5月場所、初日からの3連敗もあり5日目時点で1勝4敗の黒星先行から、6日目の幕下出羽ノ龍戦を皮切りに4連勝、しかし十日目から3連敗で後がなくなり、14日目、千秋楽と連敗で6勝9敗に終わる。1場所での幕下降格もあり得る成績ながら、他力士との比較により、7月場所は西十両14枚目にとどまる。同場所は先場所とは逆に初日から2連勝、1敗を挟み3連勝で6日目時点で5勝1敗と好スタートを切りながら、7日目から5連敗で五分の星となる。千秋楽で勝ち越しを決めた。

## 取り口
大学在籍時から「ひねり技」を得意としている。大相撲の土俵でもたびたび繰り出して頭捻り、腕捻り、下手捻り、居反りを決めたことがあるが、前ミツを取って前に出る相撲を目指している。

## 人物
同じ名護市出身で俳優の黒木メイサは父方の親戚で、2025年5月5日に開催された自らの十両昇進祝賀会に黒木が訪れた。

## 主な成績
2025年7月場所終了現在

### 通算成績
- 生涯戦歴：112勝79敗（27場所）

### 場所別成績
| | 一月場所 初場所（東京） | 三月場所 春場所（大阪） | 五月場所 夏場所（東京） | 七月場所 名古屋場所（愛知） | 九月場所 秋場所（東京） | 十一月場所 九州場所（福岡） |
| --- | ----------------------- | ----------------------- | ----------------------- | --------------------------- | ----------------------- | --------------------------- |
| 2021年 （令和3年） | x                       | x                       | （前相撲）              | 東序ノ口21枚目 5–2          | 東序二段65枚目 6–1      | 西三段目95枚目 5–2          |
| 2022年 （令和4年） | 東三段目59枚目 5–2      | 東三段目25枚目 5–2      | 東幕下60枚目 3–4        | 東三段目12枚目 6–1          | 西幕下37枚目 4–3        | 東幕下30枚目 4–3            |
| 2023年 （令和5年） | 東幕下24枚目 5–2        | 西幕下14枚目 4–3        | 西幕下11枚目 3–4        | 西幕下20枚目 4–3            | 東幕下16枚目 3–4        | 東幕下20枚目 4–3            |
| 2024年 （令和6年） | 東幕下17枚目 4–3        | 東幕下12枚目 4–3        | 東幕下9枚目 2–5         | 西幕下23枚目 5–2            | 西幕下13枚目 6–1        | 西幕下2枚目 3–4             |
| 2025年 （令和7年） | 東幕下4枚目 4–3         | 東幕下筆頭 4–3          | 東十両13枚目 6–9        | 西十両14枚目 8–7            | x                       | x                           |
| 各欄の数字は、「勝ち-負け-休場」を示す。 優勝 引退 休場 十両 幕下 三賞：敢=敢闘賞、殊=殊勲賞、技=技能賞 その他：★=金星 番付階級：幕内 - 十両 - 幕下 - 三段目 - 序二段 - 序ノ口 幕内序列：横綱 - 大関 - 関脇 - 小結 - 前頭（「#数字」は各位内の序列） |                         |                         |                         |                             |                         |                             |

## 改名歴
- 宮城 陽（みやぎ よう）2021年5月場所 - 2025年3月場所
- 宮乃風 陽（みやのかぜ -）2025年5月場所 -